# جونگ مونگ جو
جونگ مونگ جو (به انگلیسی: Jeong Mong-ju) متولد سیزدهم ژانویه سال ۱۳۳۸ که با نام اختصاصی پئون نیز شناخته می‌شود؛ یک وزیر داخله، دیپلمات و استاد در اواخر سلسله گوریو بود.

## زندگی‌نامه
جونگ مونگ جو در منطقه گیونگ سانگ در خانواده‌ای از خاندان یئونگیل جونگ به دنیا آمد. در سن بیست و سه سالگی و در سه آزمون خدمات دولتی شرکت کرد و در هر سه بالاترین نمره ممکن را کسب کرد. در سال ۱۳۶۷ وی در آکادمی نئوکنفوسیوسی سونگ گیونگ وان به مقام معلمی رسید و همزمان هم پست دولتی نیز در اختیار داشت. وی به پادشاه یو بسیار وفادار بود. پادشاه به وی به دلیل دانش وسیع و قضاوت عادلانه‌اش اعتماد زیادی داشت. به دلیل اینکه او در پروژه‌های ملی زیادی شرکت می‌کرد و کارهای ادیبانه زیادی انجام می‌داد توانست احترام زیادی در دربار گوریو به دست آورد. در سال ۱۳۷۲ وی به عنوان یک سفیر دیپلماتیک به امپراتوری مینگ سفر کرد. تقریباً در همان زمان که حملات دزدان دریایی ژاپنی به کره شدیدتر شده بود به عنوان فرستاده به کیوشو در ژاپن رفت و در سال ۱۳۷۷ مذاکرات وی باعث قول مساعد ژاپنی‌ها در کمک به شکست دزدان دریایی شد. او در سال ۱۳۸۴ به پایتخت سلسله مینگ رفت و مذاکرات وی در سال ۱۳۸۵ موجب برقراری صلح بین سلسله مینگ و کره شد. او انجمنی معتقد به تئوری‌های کنفوسیوسی تأسیس کرد. او به عنوان رئیس آکادمی سونگ گیونگ وان، وزیر تشریفات، وزیر قانون و وزیر اقتصاد نقش ایفا کرده‌است. وی در نقاشی و خوشنویسی نیز مهارت داشته‌است. جونگ مونگ جو دوست جونگ دو جون بود و با هم در نزد استادی به نام یی جه هیون تحصیل کردند. اما جونگ مونگ جو بر سر تأسیس سلسله چوسان و براندازی گوریو با جونگ دو جون دچار اختلاف شد.

## مرگ
در سال ۱۳۸۸ یی سانگ گی شورش کرده و پادشاه یو را سلطنت خلع کرده و پسر کوچک پادشاه یو را که نه سال داشت به تخت نشاند. جونگ مونگ جو به سلسله گوریو وفادار ماند و با تأسیس سلسله چوسان توسط یی سانگ یی مخالفت کرد. جونگ مونگ جو در سال ۱۳۹۲ و توسط پنج مرد بر روی پل به نام سئون جاک در گیگیونگ پایتخت سلسله گوریو کشته شد. این اتفاق به دنبال مهمانی بود که توسط یی بانگ ون پسر یی سانگ گی برای وی تدارک دیده شده بود اتفاق افتاد. جونگ مونگ جو به دلیل اینکه ترک وفاداری به گوریو را رد کرده بود کشته شد. یی بانگ ون با سرودن شعری سعی کرد او را از وفاداری به گوریو منصرف کند اما جونگ مونگ جو با سرودن شعری دیگر بر وفاداری به سلسله گوریو تأکید کرد. گفته شده‌ است یی سانگ یی از کشته شدن جونگ مونگ جو متأثر شده و پسر خود را ملامت و توبیخ کرده‌است. پلی که وی بر روی آن کشته شده‌است هم‌اکنون در کره شمالی قرار دارد و به عنوان یک بنای یادبود شناخته می‌شود. هم‌اکنون بیست و یکمین و بیست و دومین نسل از نوادگان مستقیم جونگ مونگ جو در آمریکا و کره جنوبی زندگی می‌کنند. در سال ۱۴۰۱ یی بانگ ون که به سلطنت رسیده بود از کشتن جونگ مونگ جو ابراز پشیمانی کرد و عنوان پس از مرگ و افتخاری نخست‌وزیر را به او اعطا کرد. با مرگ او سلسله گوریو که ۴۷۴ عمر کرده بود به صورت نمادین از بین رفت. یک لکه قهوه ای بر روی پلی که جونگ مونگ جو بر روی آن کشته شد وجود دارد گفته می‌شود خون جونگ مونگ جو است و هنگام باران این لکه به رنگ قرمز در می‌آید.

## اشعار دربارهٔ او

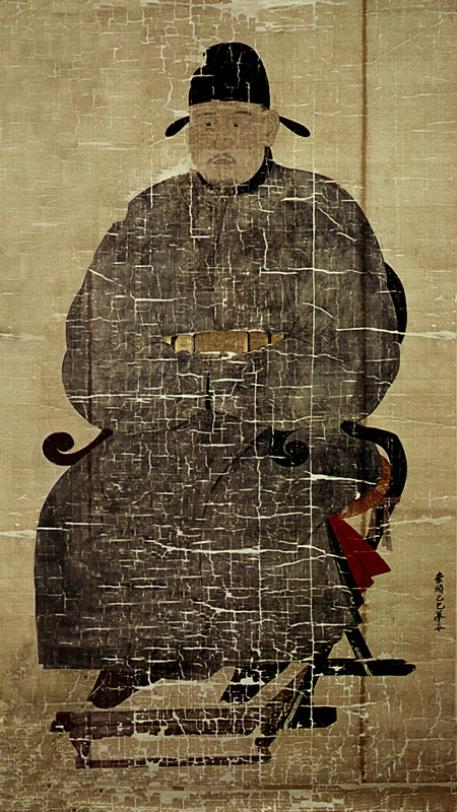
پرتره جونگ مونگ جو

اشعار مربوط به زمان کشته شدن جونگ مونگ جو:
شعری که یی بانگ ون در جهت منصرف کردن جونگ مونگ جو از وفاداری به گوریو سروده:
کدام یک اتفاق خواهد افتاد؟ این راه یا آن راه؟
گیاهان بالا رونده کوهستان مانسو در حالت فراوانی خود به هم تنیده شده و حلقه زده‌اند
ما نیز می‌توانیم هزاران سال با هم زندگی کنیم!
اگر بمیرم و مجدداً صدها بار دیگر بمیرم
اگر استخوان‌های من به پودر تبدیل شود، اگر روح من باقی بماند یا از بین برود
با وفاداری که نسبت به پادشاهم دارم چگونه ممکن است قلب سرخ من پژمرده شود؟
شعری که مادر جونگ مونگ جو جهت وفادار ماندن او به گوریو سروده:
درنای زیبای من، به گله کلاغ‌ها نزدیک نشو!
کلاغ‌های خشمگین به پرهای سفید تو حسادت خواهند کرد!
و بدن پاک تو را که در رودخانه تمیز شسته شده‌است لکه دار خواهند کرد